# ドゥル族
ドゥル族（ドゥルぞく）は、西部アフリカのカメルーン北部に住む農耕民族である。

## 生活
カメルーン北部は4月から10月までが雨期、10月から3月までが乾期となる。雨期の間は昼と夜の温度差が少ないが、乾期になると昼は40℃に達し、夜は15℃と大きく差が開くようになる。そのような環境下で、ドゥル族は焼畑農業で暮らしている。サバンナの草と木を切り開いて焼き払い、そこに作物を植えつける。作物はモロコシやトウモロコシなどの雑穀類、ヤムイモ、マニオクなどのイモ類、豆やウリなどをよく作る。
主食はモロコシである。ツキウスでモロコシの外皮をとり、スリウスで粉にしたものを団子状にして鍋に沸かした湯でゆでて食す。
ヤムイモは市場で換金し、肉や日用雑貨などの購入代金にあてる。

### 暦について
ドゥル族は独自の暦を持っており、それぞれの月に独特の名前をつけている。
雨期（4月～9月）
4月は「ドゥグ・ドゥグ」。意味は「木の葉・草の葉」。
5月は「ウワール」。意味は「地中に住む虫」。
6月は「ワーバブ」。意味は「畑の出作り小屋」。
7月は「バンゴワ」。意味は「雨がたくさん降る」。
8月は「ナグブンニ」。意味は「スリウスが白くない」。
9月は「ナア」。意味は「除草のこと」。
乾期（10月～3月）
10月は「ジェドン」。意味は「雨が降ると火を屋内へ移す」。
11月は「ズンブイ」。意味は「新しい作物が実る」。
12月は「ホム・ワァ」。意味は「小寒」。
1月は「ホム・ナァ」。意味は「大寒」。
2月は「ズム・ワァ」。意味は「小暑」。
3月は「ズム・ナァ」。意味は「大暑」。
と、生活に根ざした名称がつけられている。例えば10月の「ジェドン」は、雨期から乾期へと変わる時期なので、もう雨の季節がすんだと思って外で火をたいていたら、突然雨が降ってきてあわてて火を屋内へと移さねばならない、ということがよく起こる月という意味になる。

## 住居
ドゥル族は核家族ではなく、男の兄弟がそれぞれ娶った妻とともに集まって一緒に暮らしている。
村の中央部は広場となっており、ここで祭りや集会が開かれる。
広場を取り囲むようにして村人たちの住居がある。周囲は草で編んだ塀で囲まれているが、高さは大人の背丈よりも低い。草塀の中に複数の小さい家が建てられており、それぞれ「入り口の間」「女の家」「客用家屋」「穀物倉」「休息家屋」などと名前がつけられていて、それぞれに役目がある。これらすべての建物を合わせて、「屋敷」と呼ばれている。広さは通常15m四方程度である。
家の材料はほとんど土と草である。サバンナに住んでいるため、柱になるような太くてまっすぐな木がないためである。

### 構造
「入り口の間」
玄関と応接間にあたる場所で、いわば家の顔にあたる部分。建物の前には草屋根のついたタタキのような部分があり、来客が声を掛けるところとなる。許されたものだけが中に通してもらえる。
入り口の間の面積が、その家の主人の社会的な勢力を表すシンボルとなっている。村長の家の場合、タタキの部分が5～6人集まって話ができるほど広い。
「穀物倉」
収穫したモロコシやトウモロコシを入れておく場所。男の穀物倉、女の穀物倉と別々になっており、さらに一夫多妻のドゥル族の社会では、妻の数だけ穀物倉がある。
「男の家」
その家の主人が寝起きする家屋のこと。実際には「客用家屋」がこれにあたる。
「女の家」
男が結婚をするとき、自分の妻のために建てる。ここに住むのは、ひとりの妻とその子供たちが住む。そのため、妻の数だけ女の家がある。男の子は12～13歳ごろまで母親と一緒に住み、あとは屋敷内の別の場所で寝泊りし、15歳くらいになると自分の家を建てて住むようになる。また、女の子は15歳くらいで嫁入りし、夫が建ててくれた家に住むことになる。
女の家の形は男の家や穀物倉と違い、入り口の前にこぶのように出っ張った台所部分がついている。そこには大きな水瓶と囲炉裏が置いてある。囲炉裏は家の外にもあり、乾期に使用される。
ドゥル族にとって囲炉裏は生活の中心といえる存在である。食事は囲炉裏を囲んでするほか、農作業の相談、村の中の出来事などを話してすごす場所でもある。ただし、男女の食事の場所は別々で、男たちは外の囲炉裏の周り、女と子供たちは屋内の囲炉裏前で固まって食べる。
土の家の寿命はおよそ10年ほどで、手入れがよければ20年はもつ。ただし、人が住んでいなければすぐに崩れてくる。雨期には少しずつ土が流れて壁がもろくなるので、上塗りをしなければならない。

### 建築方法
家を建てるのは男の仕事であり、人に手伝ってもらわずにひとりでこつこつと仕上げていく。こねた土を乾かしながら建てていくので、乾期の仕事となる。乾期は収穫期で忙しいが、農作業の合間に少しずつ進めていく。一般的には下記の手順で家を建てる。
1.床づくり
建てようと思う位置に円を描き、なかに水を撒いて土が平らになるように丁寧になでていく。乾くと固まって丸い土間となる。
2.壁づくり
円の周りに壁土を積んで盛り上げていく。壁土はベーイと呼ばれるカヤに似たイネ科の植物を刻んで土に混ぜる。この草は焼畑の跡地に生える草で、材料不足にはならない。
土とベーイを混ぜて水を加え、これをこねて土間の周りに輪を描きながら、大きめの土器を作る要領で高くしていく。このとき一度に上まで積みあげず、乾かしながら20～30センチずつ土をのせていく。
腰の高さまできたら、固まった壁にまたがってさらに積んでいく。
自分の背丈まできたら、壁は完成となる。入り口になるところは頭を少し下げて出入りできるくらいに開けておく。ここまで仕上げるのに、およそ2～3ヶ月かかる。
3.屋根の枠組み
土間の真ん中に屋根を支える棒を立て、これに傘をかぶせるように枠組みをのせる。
4.屋根ふき
ベーイをむしろのように編んだものを屋根の枠組みの上にぐるぐると巻いてとりつけていく。
女の家はこれに前室がつくので、もう少し手間がかかる。また、トイレは家を建てるときに壁土を掘り出した穴を利用している。空気がよく乾燥しているため、臭気はあまりない。

### 出づくり小屋について
11月はドゥル族の暦で「新しい作物が実る」月で、モロコシやトウモロコシの収穫が始まる時期である。総出で畑に出かけて農作業を行うため、村は空になる。畑では男は刈入れ、女は炊事と片付け、子供は運び役とそれぞれ分担して働く。
ドゥル族の畑は村から数kmも離れたところにあるため、農繁期になると畑の近くに「出づくり小屋」と呼ぶ作業小屋を建て、そこに泊り込んで仕事をする。また、収穫した穀物を一時保管しておく穀物倉も建てる。